# Авіаудар по Новій Каховці 15 вересня 2023
Авіабомбовий удар по Новій Каховці — хаотичне бомбардування житлових багатоповерхівок у місті Нова Каховка Херсонської області України в результаті пуску літака Су-34 Збройних сил РФ та скинутої з нього Авіабомби (ймовірно, КАБ-500) вранці 15 вересня 2023 року.

## Передумови
24 лютого 2022 року, в перший день Російського вторгнення в Україну, місто Нова Каховка було окуповане російськими військами, що атакували Херсонську область зі сторони Кримського півострову, анекcованого у 2014 році.
Влітку 2022 року Збройні сили України майже щодня наносили ракетних ударів по місту, знищуючи російські склади боєприпасів.
Після звільнення Правобережжя Херсонської області, Нова Каховка, як прибережний населений пункт, опинився на лінії вогню, з Нової Каховки російські війська регулярно обстрілюють навколишні села Козацьке і Веселе.
6 червня 2023 року, в 0,5 км від міста, було підірвано Каховську ГЕС.
Нову Каховку тоді затопило до центру міста, проте основна частина води пішла вниз за течією річки Дніпро, через деякий час вода перестала прибувати в місто і згодом затоплення припинилось.

## Атака
В 9:12 за місцевим часом, в Херсонській області було оголошено сигнал Повітряної тривоги, в 9:17 з'явились повідомлення про зліт СУ-34, а в 9:22 пролунав вибух.
Під авіаударом опинився Мікрорайон «Сокіл», а саме перехрестя на вулицях Горького та Довженка(зокрема зруйновано будинки на Горького, 24 - 26 та на Довженка, 13)
Також, як виявилось згодом, під час тривоги було повідомлено про виліт декількох російських військових літаків з російського міста Таганрог

## Реакції
Незадовго після події, російські медіа - канали намагалися звинуватити Збройні сили України в здійсненні теракту.
Колаборант Володимир Сальдо, що під час вторгнення погодився співпрацювати з російською окупаційною владою у Херсонській області у своєму Telegram - каналі також звинуватив українських військових.
Наступного дня після удару, Керівниця ОК Південь Наталя Гуменюк заявила:
|  | Російські окупаційні війська здатні бомбардувати навіть ті напрямки, де розташовані їхні підрозділи. Для прикладу - це вчорашнє скидання керованої авіабомби на Нову Каховку, яка розташована на тимчасово окупованій території, де постраждали мирні люди. Окупанти в паніці розпочали потужну інформаційну кампанію з приводу того, що такі удари завдають Сили оборони |